# Geeta Iyengar
Geeta S. Iyengar (Pune, 7 dicembre 1944 – Pune, 16 dicembre 2018) è stata un'insegnante indiana di yoga, figlia maggiore di Yogacharya B. K. S. Iyengar e riconosciuta come massima autorità per la conoscenza dello yoga e in particolare per come le āsana intervengano in aiuto della salute della donna.

## Biografia
Yogacharya Geeta Iyengar, figlia maggiore di Yogacharya B. K. S. Iyengar, fondatore del metodo Yoga IYENGAR, era descritta come "la più grande insegnante di yoga di fama mondiale".
Geeta Iyengar cominciò a studiare yoga con suo padre già dalla tenera età. Dopo il diploma liceale nel 1960 cominciò a sostituire il padre quando egli si trovava all'estero per insegnare nelle varie parti del mondo. Quando nel 1984 B. K. S. Iyengar si ritirò ufficialmente dall'insegnamento, Geeta Iyengar divenne co-direttrice, insieme al fratello Prashant S. Iyengar (n. 1949), del Ramamani Iyengar Memorial Yoga Institute (RIMYI) e cominciò a sua volta a diffondere i suoi insegnamenti nei paesi esteri.
Conseguì la laurea in dottore in Ayurveda e grazie ai suoi studi poté fondere la conoscenza della medicina Ayurveda con i principi dello yoga.
È stata, insieme al padre, una studiosa degli Yoga Sutra di Patanjali su cui si basa la disciplina dello yoga.

## L'insegnamento
Yogacharya Sri Geeta Iyengar è stata una pioniera nell'adattare il metodo yoga del padre alle specifiche necessità della donna. Āsana, prānāyāma e sequenze specifiche sono state da lei studiate ed insegnate per le diverse fasi nella vita della donna, nel ciclo mestruale, nella gravidanza, nel post parto, e nella menopausa. Sulla stessa linea di insegnamento del padre, Geeta Iyengar ha fornito le basi per riuscire a far comprendere ai suoi studenti come lo yoga sia il metodo per creare l'unione tra il corpo e la mente oltre che per rinforzare e rendere sani i sistemi respiratorio, circolatorio e nervoso, i muscoli, la pelle, e la mente.
Oltre alle lezioni tenute al RIMYI, Geeta Iyengar ha periodicamente compiuto molti viaggi in vari paesi del mondo per trasmettere e divulgare il sistema Yoga IYENGAR. È stata una figura molto famosa in tutto il mondo dello yoga, in particolare in regioni come:
- Nord America[7][8][9]
- Australia[10]
- Sudafrica[11]
- Europa[12][13]

Srimati Geeta Iyengar ha formato insegnanti di yoga in un gran numero di paesi del mondo compresa l'Italia.

## Pubblicazioni
- Iyengar, Gita S.- Yoga per la donna Ed. Mediterranee - Yoga: A Gem for Women, 2002. ISBN 978-0-931454-98-1
- Iyengar, Geeta - Yoga in Action – Preliminary Course, 2000. ISBN 978-81-87603-01-6
- Iyengar, Geeta - Corso Introductory - Iyengar, Geeta - Yoga in Action - Intermediate Course-I, 2013.  ISBN 978-81-87603-22-1
- Clennell, Bobby; Iyengar, Geeta - The Women's Yoga Book: Asana and Pranayama for All Phases of the Menstrual Cycle, 2007. ISBN 978-1-930485-18-1
- Iyengar, Geeta - Iyengar Yoga for Motherhood: Safe Practice for Expectant & New Mothers, 2010. ISBN 978-1-402726-89-7